# Ultimate Kylie
Ultimate Kylie је трећи компилацијски албум аустралијске певачице Кајли Миног, објављен у новембру 2004. године у издању дискографске куће Парлофон. Албум на два CD сажима Миног рад са свих девет албума које је до тад објавила уз две нове песме, "I Believe in You", коју су написали Сизор систерс, и "Giving You Up". Албум је ексклузивно поново објављен у Аустралији као сет од два CD и једног DVD, а тад је поново ушао на лествицу, и то на 16. место.

## Историја албума
Ultimate Kylie је трећи већи албум Миног са највећим хитовима. Иако није њена прва компилација, Ultimate Kylie је значајан јер је то једини албум на којем су укључени и снимљени материјали са Сток, Ајткен и Ватерман, Deconstruction Records и Парлофон. Рекламе за албум говориле су да ће на њему бити сваки сингл Миног који је објављен у Уједињеном Краљевству, али неки од њих нису укључени. DVD објављен под истим именом садржи све видео-спотове Миног снимљене до његовог објављивање на CD. Садржи и Миног изведба "Can't Get Blue Monday Out of My Head" на додели BRIT Awards у 2002. године.

## Успех на топ листама
Ultimate Kylie доспео је на јендо од првих 10 места у неколико држава међу којима су и Аустралија, Немачка и Уједињено Краљевство. Албум је остао у Великој Британији у на једном од првих места 10 недеља, од којих је највише било шесто место. Тако је постао Миног 10. албум који је доспео на једно од првих 10 места те лествице.
У Великој Британији продато је преко милион примерака албума, а у Аустралији преко 280.000 примерака. Укупно је продато више од 3 милиона примерака албума. Такође, албум је добио троструку сертификацију платинасти у Ирској и једну сертификацију платинасти у Белгији, а златну сертификацију у Шпанији (50.000 примерака) и Немачкој (100.000 примерака). Албум је објављен иу САД, али није доспео на лествице.
У новембру 2006. године албум је поново објављен у Аустралији, пре него што се следеће недеље попео на осмо и коначно на седмо место после тог недеље. Албум је доспео на 42. место аустралијске годишње лествице у 2004. године, 38. место у 2005. године и 40. место у 2006. године.

## Листа песама
CD 1
1. "Better the Devil You Know" – 3:54
2. "The Loco-Motion" – 3:14
3. "I Should Be So Lucky" – 3:24
4. "Step Back in Time" – 3:05
5. "Shocked" – 3:09
6. "What Do I Have to Do?" – 3:33
7. "Wouldn't Change a Thing" – 3:14
8. "Hand on Your Heart" – 3:54
9. "Especially for You" (с Џејсон Донован) – 3:58
10. "Got to Be Certain" – 3:19
11. "Je Ne Sais Pas Pourquoi" – 4:01
12. "Give Me Just a Little More Time" – 3:08
13. "Never Too Late" – 3:21
14. "Tears on My Pillow" – 2:33
15. "Celebration" – 4:01

CD 2
1. "I Believe in You" – 3:21
2. "Can't Get You Out of My Head" – 3:51
3. "Love at First Sight" – 3:59
4. "Slow" – 3:15
5. "On a Night Like This" – 3:33
6. "Spinning Around" – 3:28
7. "Kids" (с Роби Вилијамс) – 4:20
8. "Confide in Me" – 4:26
9. "In Your Eyes" – 3:18
10. "Please Stay" – 4:08
11. "Red Blooded Woman" – 4:20
12. "Giving You Up" – 3:30
13. "Chocolate" – 4:02
14. "Come into My World" – 4:08
15. "Put Yourself in My Place" – 4:12
16. "Did It Again" – 4:22
17. "Breathe" – 3:38
18. "Where the Wild Roses Grow" (с Ник Кејв) – 3:57

## Топ лествице
| Држава               | Највиша позиција |
| -------------------- | ---------------- |
| Аустралија           | 5                |
| Белгија (Фландрија)  | 14               |
| Белгија (Валонија)   | 35               |
| Данска               | 17               |
| Финска               | 24               |
| Ирска                | 9                |
| Холандија            | 37               |
| Немачка              | 10               |
| Нови Зеланд          | 33               |
| Норвешка             | 18               |
| Шпанија              | 34               |
| Шведска              | 23               |
| Швајцарска           | 19               |
| Уједињено Краљевство | 4                |

## Историја издања
| Држава | Датум              |
| ------ | ------------------ |
| Европа | 22. новембра 2004. |
| Канада | 23. новембра 2004. |
| Јапан  | 1. децембар 2004.  |
| САД    | 1. фебруара 2005.  |